# 김병화 (1936년)
김병화(金炳和, 1936년 5월 16일 ~ 2021년 3월 24일)는 조선민주주의인민공화국의 지휘자이다. 일본 효고현 고베시에서 태어났고, 어릴 적부터 피아노를 배웠다. 1955년부터 도쿄 음악센터 예술국에서 피아니스트로 활동했고, 1959년에는 버르토크의 피아노 작품을 연주해 주목받기도 했다.
1960년에 조선민주주의인민공화국으로 이주, 평양국립예술극장에서 피아니스트로 재직하면서 평양음악무용대학(현 김원균평양음악대학)에서 지휘를 배웠다. 1963년에 대학을 졸업한 뒤 국립예술극장 지휘자를 맡았고, 1970년에 조선국립교향악단 수석 지휘자로 임명되었다.
관현악 '그네뛰는 처녀', '내 고향의 정든 집', '청산벌에 풍년이 왔네' 등을 비롯한 조선민주주의인민공화국의 대표적인 관현악 작품을 초연했으며, 그 공로로 1972년 공훈예술가 칭호를 수여받았다. 1986년에는 국립교향악단과 폴란드 순회 공연을 가지면서 윤이상의 관현악 작품 연주로 호평을 받았으며, 인민예술가로 승격되었고 수석 지휘자 직책을 계속 맡고 있었다.
1987년에는 윤이상의 교성곡 '나의 땅, 나의 민족이여!'를 세계 초연했고, 1992년 일본을 방문해 고베와 도쿄, 오사카에서 공연하기도 했다. 2000년에는 서울을 방문, KBS홀과 예술의 전당 콘서트홀에서 단독 공연과 KBS 교향악단과의 합동 공연을 진행했다.
최고인민회의 대의원으로 선출되기도 했고, 2005년에는 김일성상을 수여받아 김일성상 계관인이 되었다.2007년에는 고령으로 인해 수석 지휘자 직책을 장룡식에게 인계하고 현재 조선국립교향악단에서 행정직인 창작부장으로 재직하고 있다.